# For mange kokke
For mange kokke er en dansk dokumentarfilm fra 2007 med instruktion og manuskript af Jesper Heldgaard og Bo Illum Jørgensen.

## Handling
Udviklingsbistand kan blive langt mere effektiv, hvis de mange donorlande er parate til at nedtone deres individuelle profil, men en mindre synlig donorprofil kan mindske opbakningen til at give bistand. Filmen tager tilskuerne med til Tanzania - til de små sundhedsklinikker og til regeringskontorerne i hovedstaden Dar es Salaam og viser, hvordan den nye, koordinerede bistand redder menneskeliv. Topembedsmænd fortæller bramfrit om, hvor besværligt det var at styre sundhedsvæsnet, dengang de mange donorer øremærkede deres bistand til bestemte formål og projekter. Og donorrepræsentanter kigger selvkritisk på den måde, bistanden i årevis blev ydet på.